# طربیل
طربیل روستایی در استان انبار عراق، در نزدیکی مرز عراق - اردن است. ناحیه عبور از مرز کرامه در نزدیکی طربیل، یکی از نقاط اصلی عبور از مرز عراق - اردن به شمار می‌آید. این ناحیه قبل از محاصره و اشغال یکی از مراکز مهم تجاری بود.

## مردم
بیشتر ساکنین طربیل فلسطینیان هستند.